# Gualicho
Gualicho ("podle démona Gualichu místních indiánských kmenů Mapučů") byl menší až středně velký teropodní dinosaurus, který žil v době před asi 93 miliony let (stupeň cenoman až turon) na území dnešní argentinské Patagonie. Fosilie dravého teropoda z kladu Carcharodontosauria byly objeveny v únoru roku 2007 v sedimentech souvrství Huincul. Není však jisté, zda se nemohlo jednat o zástupce čeledi Bahariasauridae.

## Popis
Gualicho měřil na délku asi 6 až 7 m a vážil zřejmě kolem 450 kilogramů. Patřil ke středně velkým druhům dravců ve svých ekosystémech. Zřejmě se dokázal poměrně rychle pohybovat. Zajímavostí jsou také jeho dvojprsté přední končetiny, které dokazují, že vývojový trend směrem k redukci počtu prstů na předních končetinách se netýkal jen tyranosauridů a abelisauridů.

## Kontroverze
Při popisu tohoto dinosaura došlo k nedorozumění mezi jedním z vědců (S. Apesteguía) a muzeem, které ho tehdy zaměstnávalo (Patagonské muzeum přírodních věd). Po odchodu z této instituce byli najati paleontologové z Brazílie, aby vykopávky a popis dinosaura dokončili. Podle Apesteguíi však šlo o krádež těchto fosilií.